# Жанаталап (Восточно-Казахстанская область)
Жанаталап (каз. Жаңаталап) — село в Тарбагатайском районе Восточно-Казахстанской области Казахстана. Входит в состав Жанааулского сельского округа. Код КАТО — 635839300.

## Население
В 1999 году население села составляло 524 человека (270 мужчин и 254 женщины). По данным переписи 2009 года, в селе проживало 369 человек (197 мужчин и 172 женщины).